# Agapornis taranta
Agapornis taranta là một loài chim trong họ Psittacidae.

## Hình ảnh

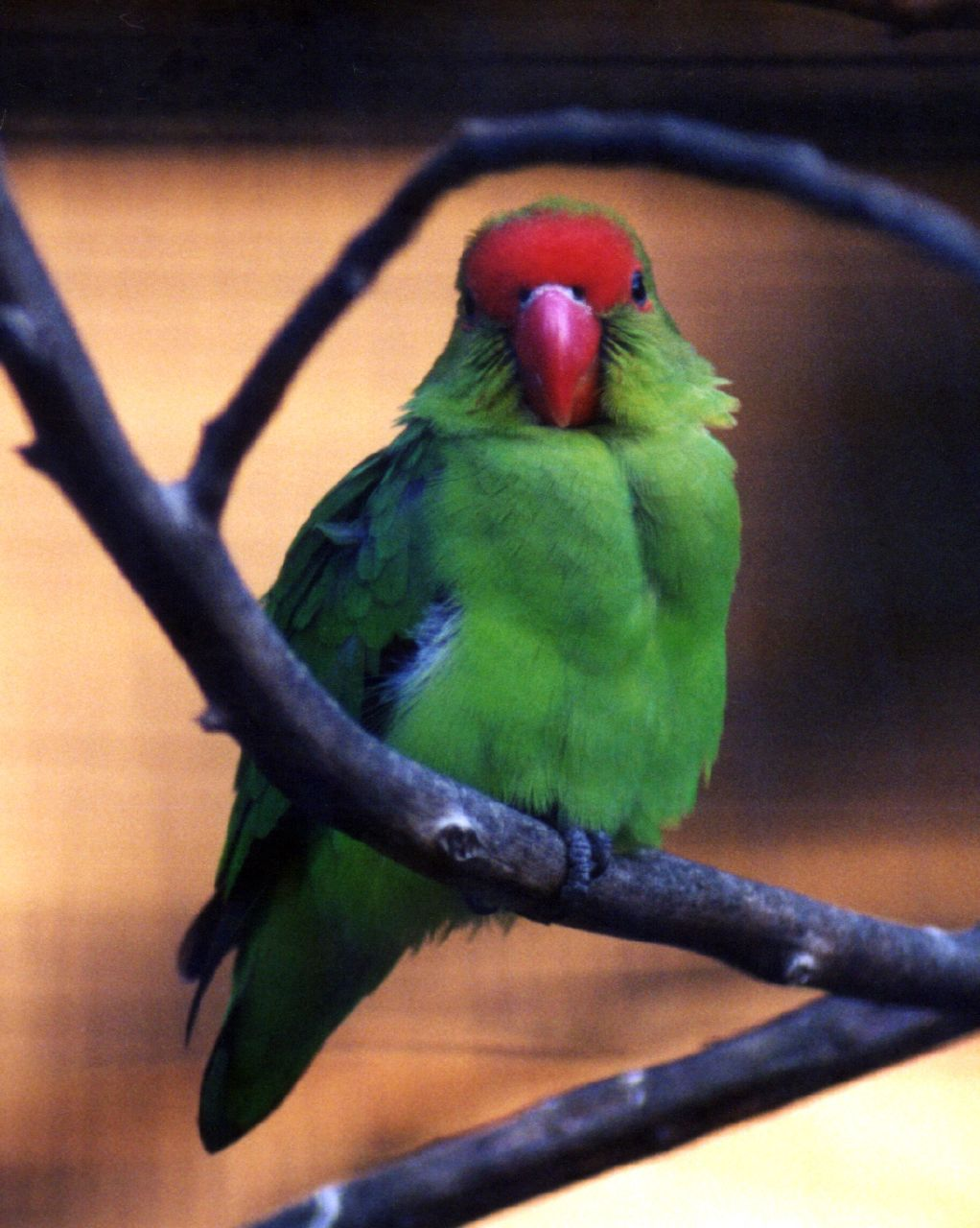
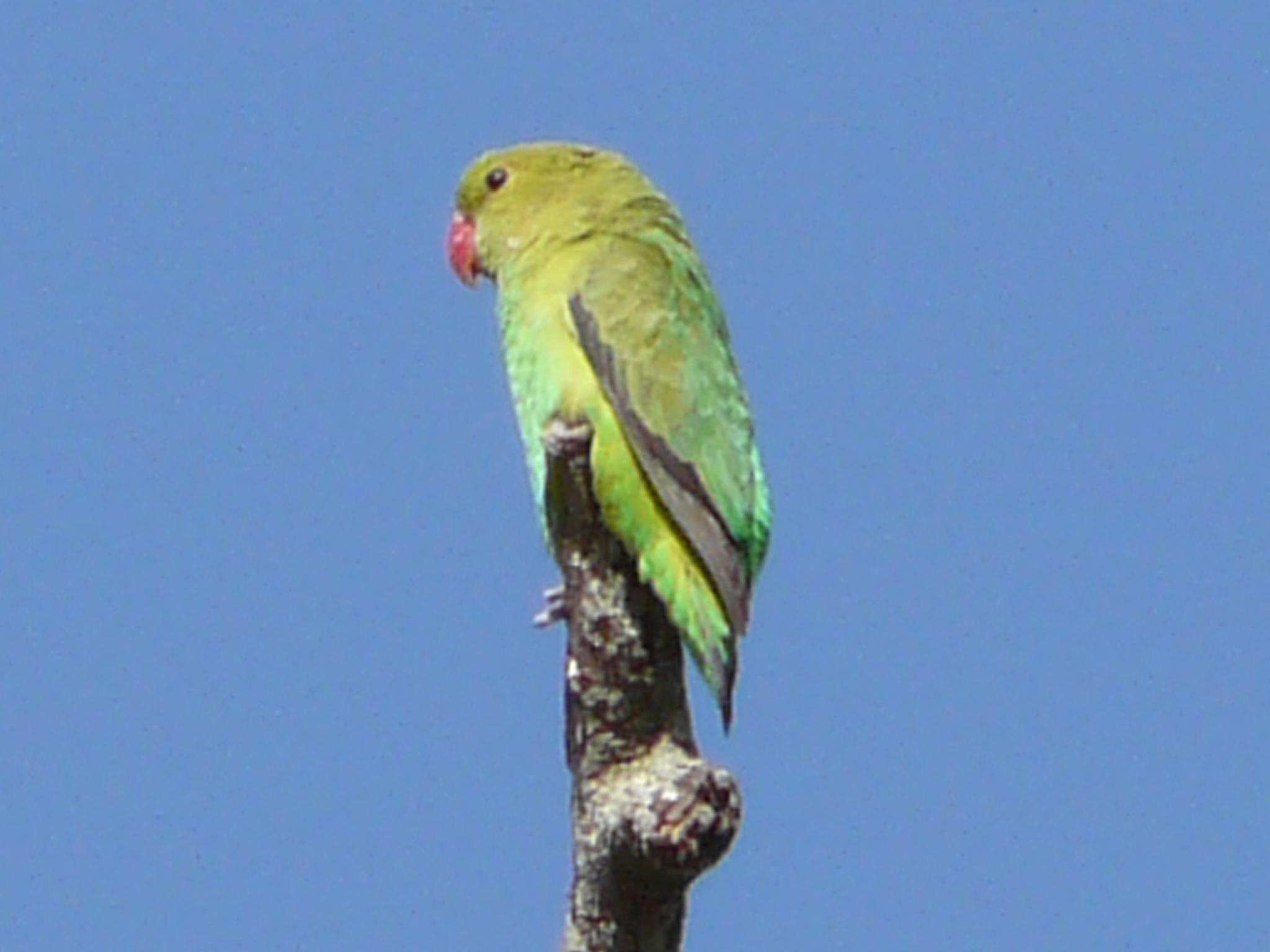
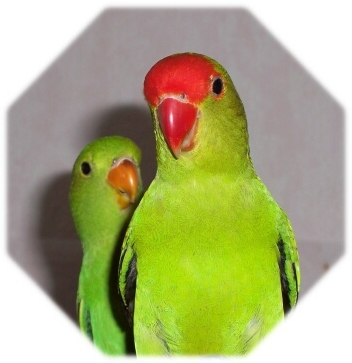
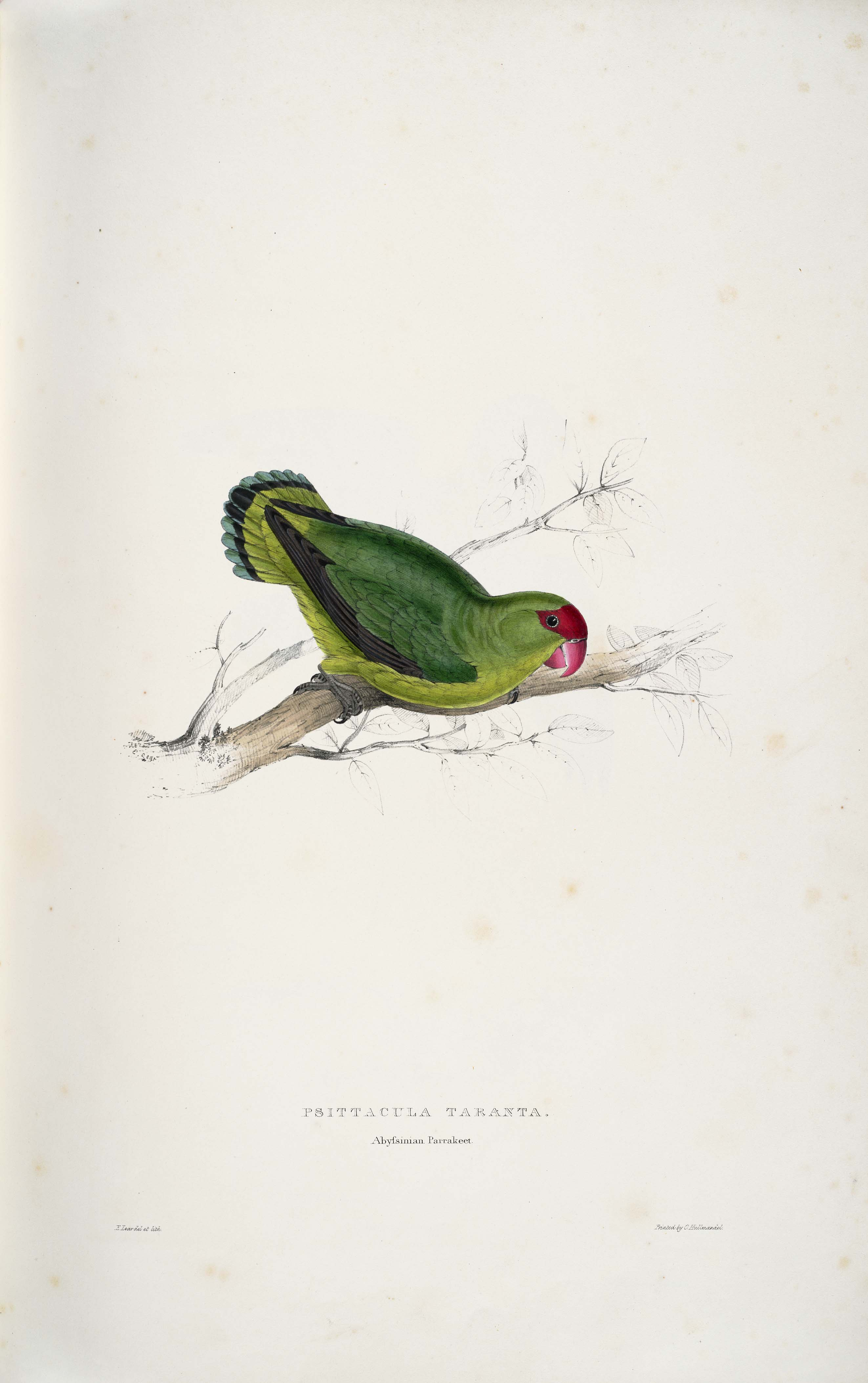